# Waterman (chanson)
Pour les articles homonymes, voir Waterman.
Chansons représentant les Pays-Bas au Concours Eurovision de la chanson
De troubadour
(1969) Tijd
(1971)
Waterman (« Verseau ») est une chanson écrite et composée par Pieter Goemans et interpretée par le groupe Hearts of Soul, sortie en single 45 tours en 1970.
C'est la chanson représentant les Pays-Bas au Concours Eurovision de la chanson 1970.
Le titre se réfère au signe astrologique du Verseau. La chanson a également été enregistré par les Hearts of Soul en allemand sous le titre Liebelei (« Flirtation ») ainsi qu'en anglais sous le même titre que l'original.

## À l'Eurovision

### Sélection
La chanson est sélectionnée le 11 février 1970 par la NOS au moyen du Nationaal Songfestival 1970 pour représenter les Pays-Bas au Concours Eurovision de la chanson 1970 le 21 mars, à Amsterdam, au pays de domicile.

### À Amsterdam
La chanson est intégralement interprétée en néerlandais, langue officielle des Pays-Bas, comme l'impose la règle entre 1966 et 1973. L'orchestre est dirigé par Dolf van der Linden.
La chanson est la première de la soirée, précédant Retour interprétée par Henri Dès pour la Suisse.
À la fin des votes, la chanson reçoit 7 points et prend la septième place sur douze participants,.

## Liste des titres
| A1. | Waterman | Pieter Goemans, Ferry Wieneke (nl) (sous le pseudonyme « Basart Novaton ») |  |
| B1. | Kom nou  | Pieter Goemans, Ferry Wieneke (« Basart Novaton »)                         |  |

## Classements

### Classement hebdomadaire
| Classement (1970)             | Meilleure position |
| ----------------------------- | ------------------ |
| Pays-Bas (Nederlandse Top 40) | 48 (tip 8)         |